# Huashan Shuiku
Huashan Shuiku är en reservoar i Kina. Den ligger i provinsen Yunnan, i den sydvästra delen av landet, omkring 150 kilometer nordost om provinshuvudstaden Kunming. Huashan Shuiku ligger 1 986 meter över havet. Arean är 6,0 kvadratkilometer. Trakten runt Huashan Shuiku består till största delen av jordbruksmark. Den sträcker sig 4,4 kilometer i nord-sydlig riktning, och 5,0 kilometer i öst-västlig riktning.
Genomsnittlig årsnederbörd är 1 055 millimeter. Den regnigaste månaden är juni, med i genomsnitt 238 mm nederbörd, och den torraste är januari, med 11 mm nederbörd.